# Källargränd

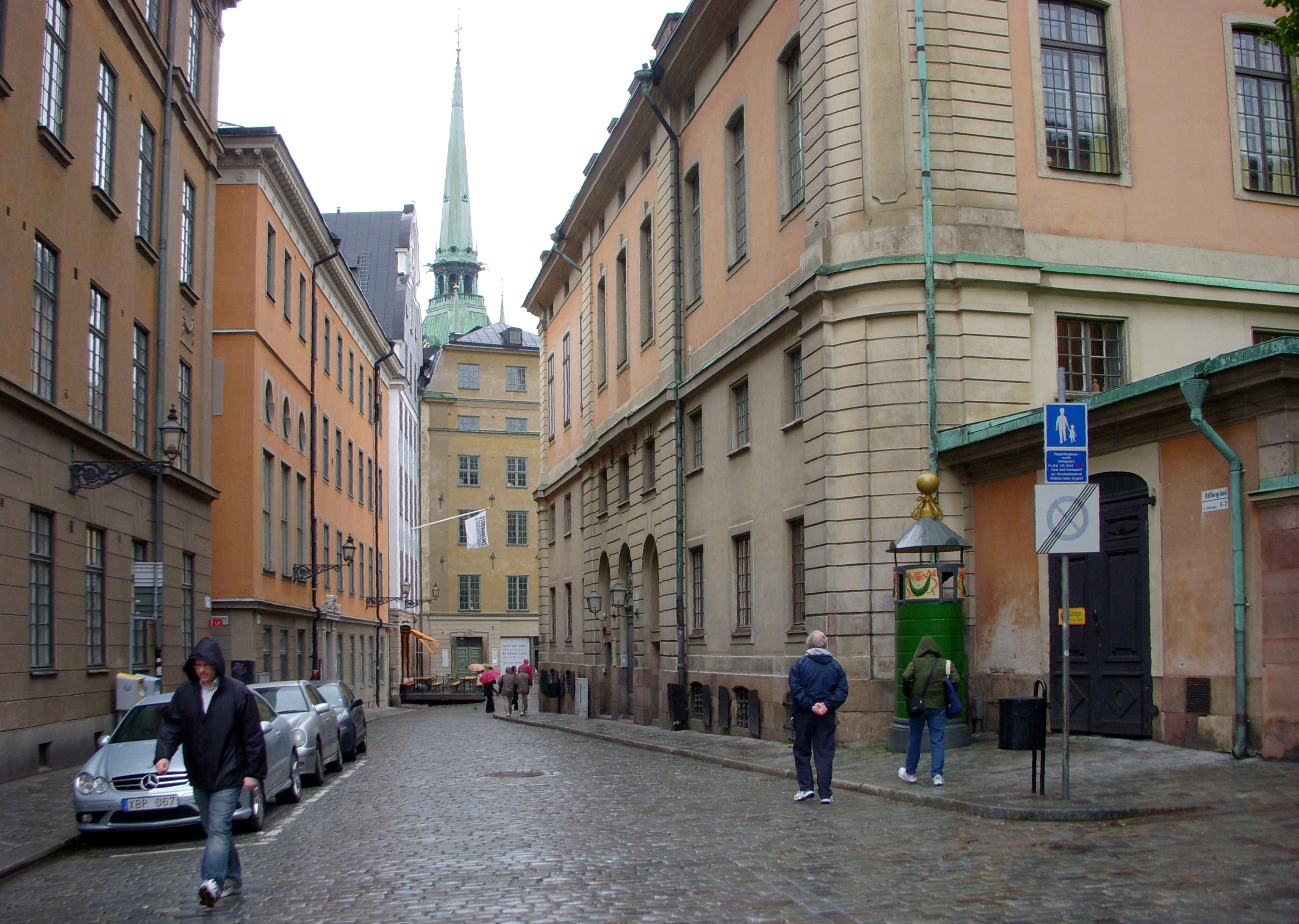
Källargränd, vy mot Stortorget, Börshusets fasad syns till höger

Källargränd är en gata i Gamla stan i Stockholm, den sträcker sig i nord-sydlig riktning förbi Börshuset mellan Slottsbacken och Stortorget.

## Historik
Källargränd har fått sitt namn efter Storkällaren, som var Stockholms officiella stadskällare och låg i Stockholms rådstuga vid Stortorget på den plats där Börshuset uppfördes 1778. Under 1700-talet kallades gränden även St. Källarbrinken (1733) och Stora Kiällare-Gränden (1740). Vid 1800-talets mitt etablerade sig nuvarande namn Källar-gränd (1855). På hörntomten i kvarteret Europa mindre återfinns Hovförvaltningens hus, som uppfördes 1911-12 efter ritningar av arkitekten Erik Josephson. Innan dess låg här Indebetouska huset, som byggdes i etapper under 1700-talet.